# 스피룰라
스피룰라는 십완상목 두족류의 일종으로 몸속에 나선형의 껍데기를 가지고 있다. 껍데기는 부력 조절의 역할을 하며 작고 가볍지만 꽤 강도가 있어 해변가에서 수집가들의 의해 수집되기도 한다. 2개의 지느러미 사이 약간 오목한 곳에 발광기관을 가지고 있으며 먹물주머니는 아주 작다. 스피룰라는 머리와 8개의 짧은 다리 그리고 2개의 촉완을 모두 외투강 안에 넣고 움츠리는 동작도 가능하다.스피룰라를 제외하고 스피룰라목에 속하는 종들은 모두 멸종되었고 현존하는 종은 스피룰라 하나 뿐이다. 학명은 스피룰라 스피룰라(spirula spirula)이며 깊은 바다에 살고 올라오는 법이 잘 없어 한동안 스피룰라에 대해 알 수 있는 것이라고는 죽은 뒤 떠오르는 껍데기밖에는 없어 정체가 밝혀지지 않다가 최근 발견되어 그 정체가 세상에 알려졌다.